# Ashton Kutcher
Christopher Ashton Kutcher (Cedar Rapids, 7 febbraio 1978) è un attore, modello, produttore cinematografico, autore e conduttore televisivo statunitense.
Dopo aver esordito nel campo della moda e della pubblicità, interpreta per la prima volta un ruolo da protagonista, quello di Michael Kelso nella sitcom That '70s Show. Negli anni duemila ha raggiunto una grande popolarità negli Stati Uniti, diventando poi un attore conosciuto anche in Europa, soprattutto per Bobby, un film del 2006 diretto da Emilio Estevez, presentato in concorso alla 63ª Mostra internazionale d'arte cinematografica di Venezia.
Durante la sua carriera è stato candidato più volte ai Razzie Awards (vincendone uno), ai Teen Choice Awards (vincendolo come "Miglior attore in una commedia romantica"), ai Nickelodeon Kids' Choice Awards e infine ha ricevuto una candidatura agli MTV Movie Awards alla "Migliore interpretazione comica".

## Biografia
Nato a Cedar Rapids (Iowa), è figlio di Larry Kutcher e Diane Finningan, coppia cattolica di origine boema. I genitori divorziano quando Ashton ha 16 anni, poi si risposano entrambi. Ashton ha una sorella maggiore, Tausha, e un gemello eterozigote, Michael, che soffre di paralisi cerebrale infantile e di una forma di cardiomiopatia che lo porta a subire un trapianto di cuore all'età di 13 anni. Ashton ha dichiarato di aver pensato di commettere suicidio gettandosi da un balcone di un hotel vicino all'ospedale dove era ricoverato Michael, per poter donare il suo cuore al fratello in fin di vita e che fu il padre a fermarlo; poco dopo vennero avvertiti che stava arrivando un cuore per il fratello dalla Florida.
All'età di 16 anni Ashton tenta una rapina, insieme al cugino, nella sua scuola superiore. Arrestato dalla polizia viene condannato a 3 anni di libertà vigilata e a 180 ore di servizi per la comunità, inoltre perde la possibilità di ricevere una qualsiasi borsa di studio. Dopo il diploma si iscrive all'Università dello Iowa a Ingegneria biochimica, pagandosi gli studi lavorando, ma lascia la facoltà dopo il primo anno.

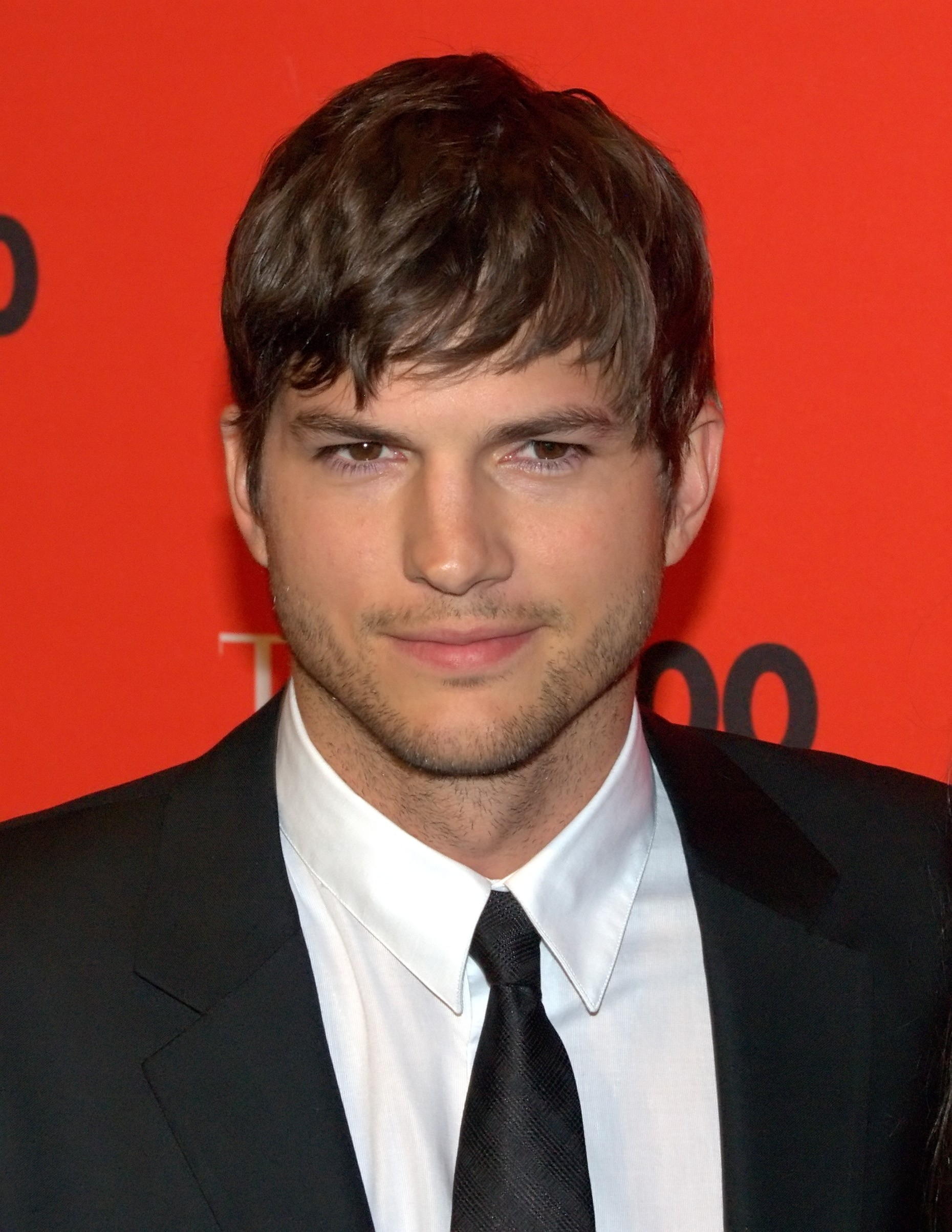
Ashton Kutcher al Time 100 Gala 2010

Dopo aver partecipato a un concorso per aspiranti modelli (vinto poi da Josh Duhamel) nel 1997, Kutcher ottiene comunque un contratto con l'agenzia di moda NEXT Model Management di New York che gli consente di apparire nelle campagne pubblicitarie di Calvin Klein e di sfilare a Parigi e Milano.
Dopo aver acquisito una certa popolarità come modello, Ashton Kutcher si trasferisce a Los Angeles per tentare la carriera di attore, e viene scelto nella serie televisiva That '70s Show, che comincia nel 1998 e termina nel 2006. Kutcher ottiene anche i primi ruoli cinematografici, benché non ottenga quello di Danny Walker in Pearl Harbor del 2001. In compenso compare sempre più spesso in numerose commedie, fra cui Fatti, strafatti e strafighe (2000), Oggi sposi... niente sesso (2003) e Indovina chi (2005). Ha anche un piccolo ruolo nel film del 2004 Una scatenata dozzina, dove interpreta la parte di un attore narcisista. Il suo film del 2004 The Butterfly Effect, con un ruolo insolitamente drammatico per lui, riceve un'accoglienza piuttosto critica, ma un ottimo successo al box office.
Nel 2003, Kutcher è produttore e conduttore della trasmissione trasmessa da MTV Punk'd, che consiste in una serie di candid camera a vari personaggi famosi. Kutcher è anche produttore esecutivo dei reality show Beauty and the Geek, Adventures in Hollyhood e The Real Wedding Crashers e del quiz Opportunity Knocks. Molte delle sue produzioni, inclusa Punk'd, sono firmate sotto il nome dell'azienda Katalyst Films, che Kutcher gestisce insieme a Jason Goldberg.
A causa degli impegni presi per la realizzazione del film The Guardian, Ashton Kutcher è stato costretto a non rinnovare il suo contratto per l'ottava e ultima stagione di That '70s Show, benché abbia comunque partecipato ai primi quattro e all'ultimo episodio, accreditato come guest star.
A partire dal 2008 Kutcher ha prodotto e recitato nel film Killers (inizialmente intitolato Five Killers), uscito nel 2010, nel quale ha interpretato il personaggio di un sicario.
Nell'autunno 2011 prende parte alla sit com Due uomini e mezzo, in cui lui diventerà uno dei protagonisti nel ruolo di Walden Schmidt, prendendo il posto che prima apparteneva a Charlie Sheen.
Nel 2013 è protagonista del film Jobs, biopic sul cofondatore di Apple, Steve Jobs. Inoltre viene nominato, dalla rivista Forbes l'attore più pagato della TV con un guadagno di 24 milioni di dollari.

## Vita privata

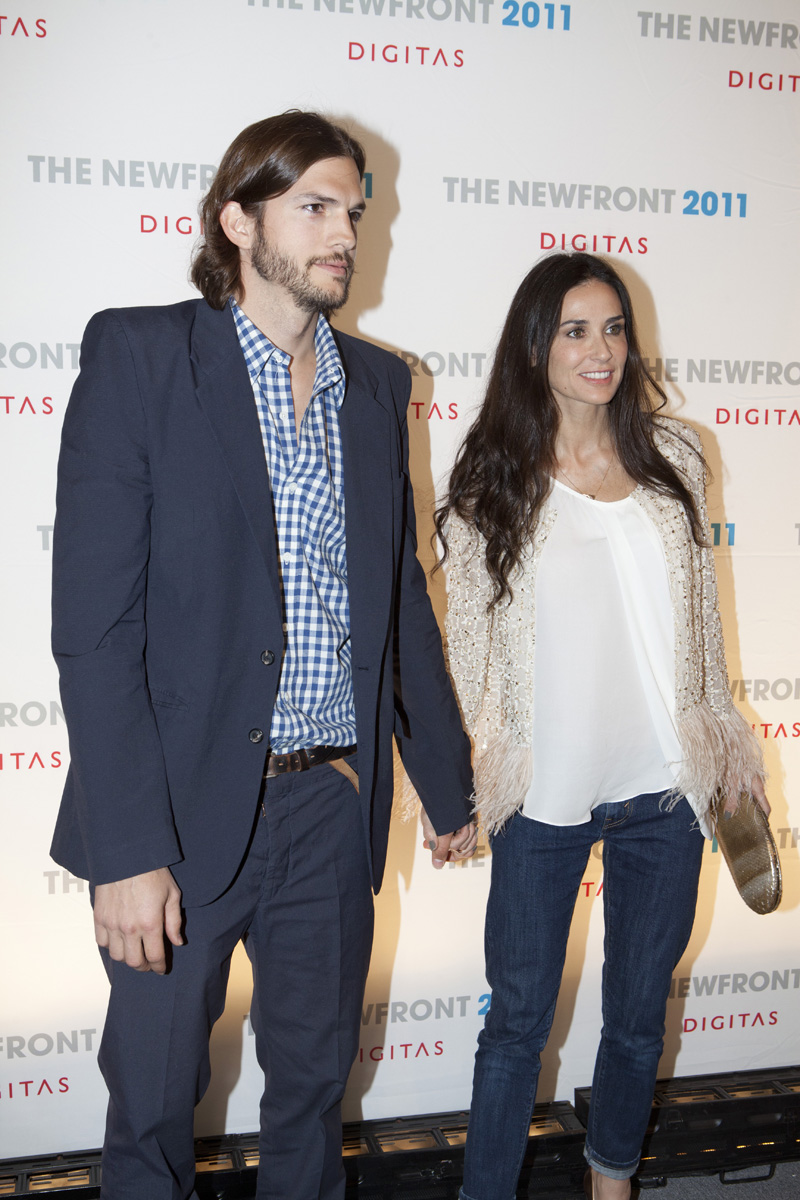
Ashton Kutcher e l'ex moglie Demi Moore nel 2011

Kutcher ha avuto relazioni con diverse attrici, come January Jones (dal 1998 al 2001), Ashley Scott (dal 2001 al 2002), Monet Mazur (2002) e Brittany Murphy (dal 2002 al 2003).
Nel 2001 frequenta Ashley Ellerin, studentessa di moda e spogliarellista part-time. La ragazza venne brutalmente uccisa da Michael Gargiulo, lo Squartatore di Hollywood, nella sua casa di Hollywood il 21 febbraio 2001. La ragazza quella sera aveva in programma di uscire proprio con Kutcher.
Nel 2003 comincia a frequentare l'attrice Demi Moore, che sposa il 24 settembre 2005. Nel 2003 la Moore era rimasta incinta, ma ha perso la bambina al sesto mese di gravidanza. La coppia annuncia la separazione nel 2011 e ottiene il divorzio nel 2013.
Nel 2012 comincia una relazione con l'attrice Mila Kunis conosciuta sul set di That '70s Show. La coppia si è fidanzata ufficialmente nel marzo 2014; il 1º ottobre 2014 è nata Wyatt Isabelle Kutcher. Il 4 luglio 2015 la coppia si sposa ad Hollywood. Il 30 novembre 2016 nasce Dimitri Portwood Kutcher, secondo figlio della coppia.
Il 16 aprile 2009, Kutcher, sotto lo pseudonimo di Aplusk, è diventato il primo utente di Twitter ad avere più di un milione di seguaci, battendo persino la CNN nella gara Million followers contest.

## Filmografia

### Attore

#### Cinema
- Coming Soon, regia di Colette Burson (1999)
- Pazzo di te! (Down to You), regia di Kris Isacsson (2000)
- Trappola criminale (Reindeer Games), regia di John Frankenheimer (2000)
- Fatti, strafatti e strafighe (Dude, Where's My Car?), regia di Danny Leiner (2000)
- Texas Rangers, regia di Steve Miner (2001)
- Oggi sposi... niente sesso (Just Married), regia di Shawn Levy (2003)
- La figlia del mio capo (My Boss's Daughter), regia di David Zucker (2003)
- Una scatenata dozzina (Cheaper by the Dozen), regia di Shawn Levy (2003)
- The Butterfly Effect, regia di Eric Bress e J. Mackye Gruber (2004)
- Indovina chi (Guess Who), regia di Kevin Rodney Sullivan (2005)
- Sballati d'amore - A Lot Like Love (A Lot Like Love), regia di Nigel Cole (2005)
- Bobby, regia di Emilio Estevez (2006)
- The Guardian - Salvataggio in mare (The Guardian), regia di Andrew Davis (2006)
- Notte brava a Las Vegas (What Happens in Vegas), regia di Tom Vaughan (2008)
- Toy Boy - Un ragazzo in vendita (Spread), regia di David Mackenzie (2009)
- Personal Effects, regia di David Hollander (2009)
- Appuntamento con l'amore (Valentine's Day), regia di Garry Marshall (2010)
- Killers, regia di Robert Luketic (2010)
- Amici, amanti e... (No Strings Attached), regia di Ivan Reitman (2011)
- Capodanno a New York (New Year's Eve), regia di Garry Marshall (2011)
- Jobs, regia di Joshua Michael Stern (2013)
- Annie - La felicità è contagiosa (Annie), regia di Will Gluck (2014)
- The Long Home, regia di James Franco (2017)
- Vengeance, regia di B. J. Novak (2022)
- Da me o da te (Your Place or Mine), regia di Aline Brosh McKenna (2023)

#### Televisione
- That '70s Show - serie TV, 184 episodi (1998-2006)
- Just Shoot Me! - serie TV, episodio 5x15 (2001)
- I Finnerty - serie TV, episodio 2x21 (2002)
- Miss Guided - serie TV, episodio 1x02 (2008)
- Due uomini e mezzo (Two and a Half Men) - serie TV, 85 episodi (2011-2015)
- Men at Work - serie TV, episodio 2x09 (2013) - non accreditato
- I Griffin (Family Guy) - serie TV, episodio 14x10 (2016) - voce
- The Ranch - serie TV, 80 episodi (2016-2020)

### Doppiatore
- Robot Chicken - serie TV, 3 episodi (2005)
- Boog & Elliot - A caccia di amici (Open Season), regia di Roger Allers e Jill Culton (2006)

### Produttore
- La figlia del mio capo (My Boss's Daughter), regia di David Zucker (2003)
- The Butterfly Effect, regia di Eric Bress e J. Mackye Gruber (2004)
- Miss Guided - serie TV, 5 episodi (2008)
- The Beautiful Life - serie TV, 2 episodi (2009)
- Toy Boy - Un ragazzo in vendita (Spread), regia di David Mackenzie (2009)
- Killers, regia di Robert Luketic (2010)

## Doppiatori italiani
Nelle versioni in italiano dei suoi film, Ashton Kutcher è stato doppiato da:
- David Chevalier in I Griffin, Fatti, strafatti e strafighe, The Butterfly Effect, Indovina chi, Sballati d'amore - A Lot Like Love, Bobby, The Guardian - Salvataggio in mare, Killers, The Ranch, Da me o da te
- Marco Vivio in Oggi sposi... niente sesso, Notte brava a Las Vegas, Killers (ridoppiaggio), Men at Work
- Stefano Crescentini in Texas Rangers, Due uomini e mezzo, Amici, amanti e...
- Andrea Mete in Appuntamento con l'amore, Capodanno a New York, Annie - La felicità è contagiosa
- Francesco Pezzulli in La figlia del mio capo, Vengeance, That '90s Show
- Andrea Lavagnino in Toy Boy - Un ragazzo in vendita, Personal Effects
- Francesco Massimo in That '70s Show
- Roberto Gammino in Pazzo di te!
- Simone D'Andrea in Una scatenata dozzina
- Gianfranco Miranda in Jobs

Da doppiatore è sostituito da:
- Francesco Pezzulli in Boog & Elliot a caccia di amici